# Павлов, Валентин Николаевич
Валенти́н Никола́евич Па́влов (род. 10 марта 1966, г. Уфа, БАССР, РСФСР) — учёный и клиницист, хирург, уролог; организатор подготовки кадров в системе высшей школы. Доктор медицинских наук, профессор. Ректор Башкирского государственного медицинского университета (с 2011). Заслуженный деятель науки Республики Башкортостан. Отличник здравоохранения Республики Башкортостан. Член-корреспондент РАН с 2016. Академик РАН с 2022

## Биография
Валентин Николаевич Павлов родился 10 марта 1966 года в г. Уфа Башкирской АССР, русский. В школьные годы учился в заочной физико-технической школе при Московском физико-техническом институте, неоднократно участвовал в республиканских олимпиадах по физике и математике. Уже в старших классах определился с выбором будущей профессии и начал посещать занятия в кружке при мединституте. В 10 классе участвовал в своей первой операции — в ампутации стопы по Пирогову. После этого удачного опыта вся жизнь Валентина Николаевича связана с хирургией. В 1983 году он окончил среднюю школу № 62 г. Уфы. Трудовую деятельность Валентин Павлов начал в больнице № 8 г. Уфы (медико-санитарная часть Ново-Уфимского нефтеперерабатывающего завода) медбратом.
- 1983—1989: учился в Башкирском государственном медицинском институте им. 15-летия ВЛКСМ (лечебный факультет). В 1986 году был командиром студенческого строительного отряда БГМИ «Ровестник»[5]. По окончании БГМИ получил диплом с отличием.

«…он привык зарабатывать самостоятельно, ни на кого не надеясь. В институте такую возможность давали стройотряды, где он прошел хорошую организаторскую школу, будучи командиром интернационального отряда и главным инженером зонального отряда. Никакой работы не боялся, а чувство ответственности за жену и ребёнка только прибавляло желания расти профессионально».— Алла Докучаева, газета «Уфимские ведомости».
- 1989—1990: обучался в интернатуре по специальности «Хирургия» на базе Городской клинической больницы № 8 г. Уфы. По совместительству работал ассистентом кафедры оперативной хирургии и топографической анатомии БГМИ;
- 1990: поступил в очную аспирантуру при кафедре оперативной хирургии и топографической анатомии БГМИ;
- 1992: досрочно (за полтора года)[6] окончил аспирантуру. В том же году защитил в Российском университете дружбы народов диссертацию на соискание учёной степени «кандидат медицинских наук» на тему «Нарушения кровообращения при ожоговой травме и пути их коррекции». Научные руководители — заведующий кафедрой патофизиологии, декан лечебного факультета БГМИ, д. м. н., профессор Д. А. Еникеев и заведующий кафедрой оперативной хирургии и топографической анатомии БГМИ, к. м. н., доцент В. Д. Захарченко;[7]
- 1993—1999: ассистент кафедры общей хирургии с курсом урологии БГМИ/БГМУ;
- 1999: защитил в РУДН диссертацию на соискание учёной степени «доктор медицинских наук» на тему «Механизмы резорбции и влияние на регенерацию аллогенного коллагена в нормальной и патологически изменённой печени». Научный консультант — д. м. н., профессор М. А. Нартайлаков (в 1994—1997 — главный хирург Минздрава Республики Башкортостан, с 1997 — заведующий кафедрой общей хирургии БГМУ);[8]
- 1999—2000: доцент кафедры общей хирургии с курсом урологии БГМУ;
- 1999: стал курировать отделение урологии Республиканской клинической больницы, г. Уфа.[9]

«…ректор Башмедуниверситета Виль Мамилович Тимербулатов задумался над тем, как поднять уровень одного из важнейших направлений медицины — урологии. Герман Витальевич Коржавин (главный уролог Минздрава РБ, председатель общества урологов РБ, в 1992—2000 гг. — заведующий курсом урологии БГМУ) к тому моменту уходил на пенсию и тоже поддержал ректора: молодой доктор должен продолжить начатое им и возглавить курс урологии».— Алла Докучаева, газета «Уфимские ведомости».
- 2000—2003: работал в должности профессора кафедры общей хирургии, заведующего курсом урологии БГМУ;
- 2002: присвоено учёное звание «профессор» по кафедре общей хирургии с курсом урологии;
- с 2003 по настоящее время: заведующий кафедрой урологии с курсом Института последипломного образования БГМУ.

«Валентин Николаевич называет своих главных наставников: член-корреспондент РАН, заведующий кафедрой урологии Московской медакадемии Юрий Геннадьевич Аляев, заведующий кафедрой урологии Российской медакадемии последипломного образования Олег Борисович Лоран и профессор из Германии Петер Альтхаус. …Дважды уфимский молодой медик Павлов проходил у него (проф. П. Альтхауса) месячную практику и, когда хотел приехать в третий раз, услышал слова, которые настоящий учитель не боится сказать ученику: „Больше у меня нечему научиться, теперь ты все умеешь лучше меня“».— Алла Докучаева, газета «Уфимские ведомости».
- 2006—2008: проректор по лечебной работе БГМУ;[9]
- 2011: единогласно избран ректором Башкирского государственного медицинского университета.[10] Утверждён в этой должности приказом Министерства здравоохранения и социального развития РФ.[9]

## Вклад в развитие вуза
Под руководством профессора В. Н. Павлова с начала 2000-х годов активно проводится оснащение урологических клиник БГМУ, а с 2006 года — всей клинической базы университета современным диагностическим и лечебным оборудованием: аппаратами компьютерной и магнитно-резонансной томографии, ангиографии и др. В Клинике БГМУ были организованы онкологическое и урологическое отделения и лаборатория клеточной биотехнологии, получило значительное развитие отделение сосудистой хирургии. На базе Клиники университета оказываются различные виды высокотехнологичной медицинской помощи населению Республики Башкортостан и России.

«Отличительной чертой Валентина Николаевича является способность при постановке задачи поднять планку до предела. Став ректором в 2011 году, он сразу же стал настраивать коллектив на оказание высокотехнологичной медпомощи. В то время такую помощь в Башкортостане оказывали лишь Республиканская больница, кардиоцентр и больница № 21, и только по республиканской квоте. Ректор заявил: а мы должны работать по федеральной! Это казалось фантастикой: ведь клиника нашего вуза вела своё происхождение от достаточно ординарной городской больницы. Но… По инициированному В. Н. Павловым плану в кратчайшие сроки было проведено дооснащение нашей базы современным оборудованием и проведено повышение квалификации специалистов в ведущих клиниках страны и за рубежом. И федеральную высокотехнологичную помощь мы стали оказывать в 2013 году, когда её получили 550 пациентов. В 2014 году их было 1200, в 2015 — почти 1800, а в 2016 такую помощь получат более 2150. Вначале были задействованы четыре направления, а теперь уже 12: кардиология, травматология и ортопедия, урология, онкология, акушерство и гинекология, торакальная, абдоминальная и сосудистая хирургия, ревматология, гематология…».— Профессор Олег Галимов, главный врач Клиники БГМУ.
С момента избрания ректором БГМУ В. Н. Павлов уделяет большое внимание развитию науки. По его инициативе в университете созданы НИИ стоматологии и НИИ онкологии, фармацевтический кластер, получила мощное развитие центральная научно-исследовательская лаборатория — центр коллективных научных разработок. По инициативе ректора учреждён электронный научно-практический журнал «Вестник БГМУ».

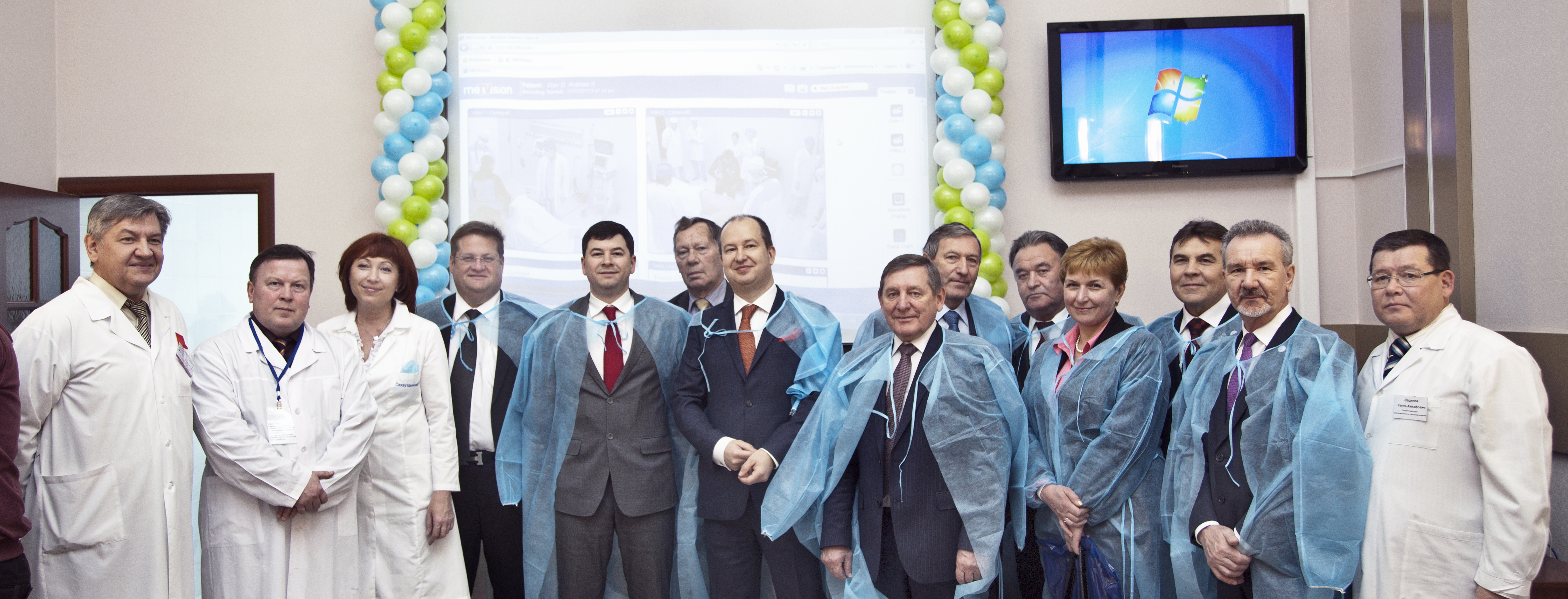
Профессор В. Н. Павлов (седьмой слева) с коллегами на открытии Центра симуляционного обучения БГМУ. 2012

Ректор уделяет большое внимание международному сотрудничеству. Все ведущие специалисты Клиники университета прошли стажировку в профильных отделениях клиник Германии. Развёрнутая В. Н. Павловым работа направлена на активное освоение обучающимися современного оборудования и технологий на практике, закрепление навыков квалифицированного врача. В связи с этим особое внимание уделяется оснащению Центра практических навыков и Центра симуляционного обучения, а также инсталляции в Клинике БГМУ новейших медицинских технологий. В 2013—2015 годах здесь прошло более 50 мастер-классов с участием ведущих специалистов России и дальнего зарубежья. Благодаря этому наблюдать за происходящим в операционной могут и студенты, и преподаватели БГМУ, и — в режиме интернет-трансляции — специалисты из отдалённых районов республики.
В 2013 году Башкирский государственный медицинский университет заключил соглашения о международном сотрудничестве с медицинскими факультетами Университета Мангейма, Гейдельбергского и Регенсбургского университетов. Соглашения предполагают академические обмены, совместные научные исследования и выполнение инновационных разработок в области медицины. В БГМУ обучаются студенты, интерны, клинические ординаторы, аспиранты из ряда стран СНГ, а также из Индии и Сирии. В свою очередь, молодые учёные БГМУ успешно обучаются в ведущих вузах и клиниках Германии, Индии и Китая. Университет под руководством В. Н. Павлова расширяет плодотворное сотрудничество с китайскими медицинскими вузами. В рамках соглашения Российско-Китайской ассоциации медицинских университетов и в связи с международными саммитами ШОС и БРИКС 2015 года в Уфе на базе БГМУ состоялась конференция ректоров и сотрудников ведущих медицинских вузов России и Китая.
Одним из важных направлений в активизации учебного процесса В. Н. Павлов считает формирование у студентов здорового образа жизни. В воспитании молодёжи не только медицинского университета, но и всей республики значительную роль играет Волонтёрский центр БГМУ. Центр принял самое деятельное участие в подготовке и проведении саммитов ШОС и БРИКС в Уфе, в проведении XXX летних Олимпийских игр в Лондоне, XXII зимних Олимпийских игр и XI Параолимпийских игр в Сочи.

## Деятельность учёного, клинициста и педагога
Основные направления научных исследований профессора В. Н. Павлова — совершенствование методов диагностики, профилактики и лечения злокачественных новообразований мочеполовой системы, реконструктивно-пластическая урология, андрология, урогинекология, иммунопрофилактика и иммунотерапия, создание аллогенных биоматериалов для применения в урологии и др. Он — создатель научной школы урологов Республики Башкортостан, разработчик и исполнитель ряда научных программ, в том числе разделов Государственной научно-технической программы Республики Башкортостан.
Профессор В. Н. Павлов — высокопрофессиональный практикующий врач, он имеет высшую квалификационную категорию по специальностям «Урология» и «Хирургия». Выполняет лечебно-консультативную работу в Клинике Башкирского государственного медицинского университета и в Республиканской клинической больнице им. Г. Г. Куватова.

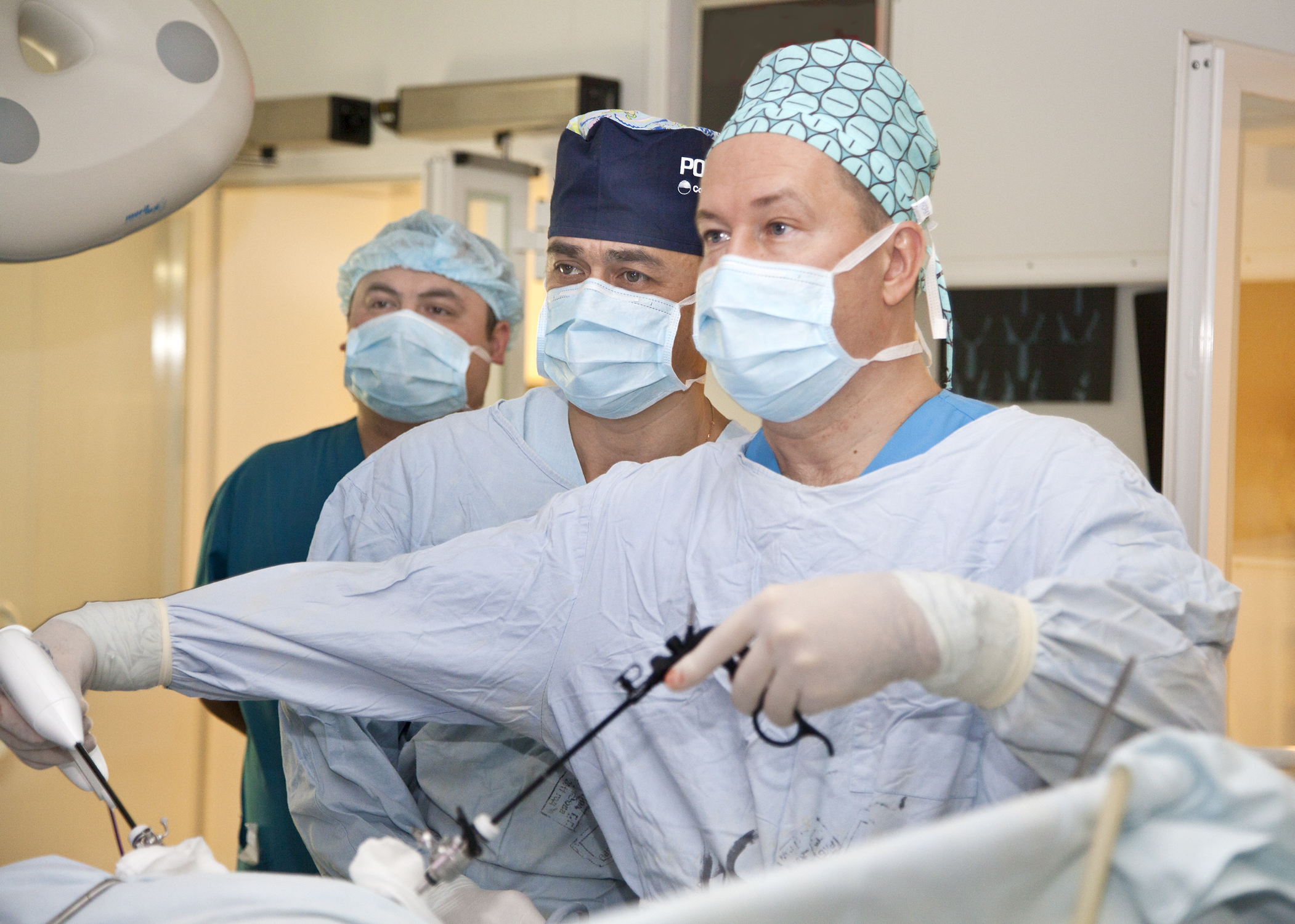
Профессора Валентин Павлов и Руслан Сафиуллин, доцент Руслан Ишемгулов (справа налево) проводят лапароскопическую операцию. 2012

В. Н. Павлов неоднократно выполнял показательные операции в Москве, Ростове-на-Дону, Саратове, Тюмени, во многих городах Башкортостана. На его долю выпадают наиболее сложные операции: двусторонний рак почки, искусственно воссозданный из кишечника мочевой пузырь, удаление надпочечника. В 2007 году им впервые в России выполнена илиоцистопластика с пересадкой почки у больной, находящейся на программном диализе. В 2014 году впервые в России была выполнена инфралеваторная эвисцерация малого таза с пластикой тазового дна кожномышечно-фасциальным лоскутом. Под руководством профессора В. Н. Павлова в Клинике БГМУ внедряются новые методы хирургических вмешательств с помощью 3D-технологий.

Об уникальной операции по пересадке родственной почки и формированию искусственного мочевого пузыря: «Больные в нашей клинике получают помощь по мировым стандартам. Я могу назвать эту операцию топовой, она доказывает высокий уровень медицины. Оснащение оборудованием, подготовка врачей — сейчас все находится на отличном уровне. …В спасении жизни юной пациентки принимало участие целое содружество разных врачей — трансплантологи, иммунологи, урологи, сосудистые хирурги и другие».— Профессор В. Н. Павлов.
В Республике Башкортостан В. Н. Павловым внедрены радикальные оперативные вмешательства при онкологической и урологической патологии (тазовые эвисцерации, тромбэктомии из нижней полой вены, радикальная простатэктомия, радикальная цистэктомия с вариантами отведения мочи), трансуретральные эндоскопические вмешательства на верхних и нижних мочевых путях, брахитерапия при раке предстательной железы, лапароскопические операции, современные малоинвазивные методы лечения мочекаменной болезни (миниперкутанная нефролитолапаксия). В РБ широко используются аллогенные трансплантаты, иммунопрофилактика и иммунотерапия в лечении воспалительных заболеваний, ударно-волновая литотрипсия при рецидивном нефролитиазе. Применяются современные методы лечения при эректильной дисфункции и мужском бесплодии.
Согласно установившейся с 2003 г. традиции, раз в два года под руководством профессора В. Н. Павлова на базе горнолыжного центра «Абзаково» проводятся всероссийские научно-практические конференции с широким международным участием. В конференциях, обмениваясь самыми новыми клиническими разработками, принимают участие ведущие специалисты урологической науки. Одним из атрибутов этих биеннале стало проведение мастер-классов по эндоскопической урологии.
За годы научно-педагогической деятельности профессором В. Н. Павловым подготовлены 7 докторов медицинских наук, в числе которых — В. З. Галимзянов, А. А. Казихинуров, А. Р. Загитов, А. А. Измайлов, и 47 кандидатов медицинских наук.
В. Н. Павлов — главный внештатный уролог Министерства здравоохранения Республики Башкортостан (с 2001). Председатель Общества урологов РБ (с 2001). Член Президиума Правления Российского общества урологов. Главный внештатный специалист уролог в Приволжском Федеральном округе РФ (с 2015). Член Европейской ассоциации урологов.. Член Американской ассоциации урологов.
Член Президиума Учебно-методического объединения по медицинскому и фармацевтическому образованию вузов России, председатель Учебно-методического совета по медико-биологическим специальностям («Медицинская биохимия», «Медицинская биофизика», «Медицинская кибернетика»). Член Диссертационного совета Д 208.040.11 по специальности «Урология» при Первом Московском государственном медицинском университете им. И. М. Сеченова.

«Профессор В. Н. Павлов — выдающийся учёный и блестящий хирург. И его общетеоретический уровень, и мастерство в операционной заслуживают самой высокой оценки. Он очень талантливый преподаватель и добрый, хороший человек. Валентин Николаевич меня считает учителем, но я его считаю своим другом».— Член-корреспондент РАН Ю. Г. Аляев, председатель Диссертационного совета Д 208.040.11.
Главный редактор электронного научно-практического журнала «Вестник Башкирского государственного медицинского университета», «Креативная хирургия и онкология». Член редколлегий журналов «Экспериментальная клиническая урология», «Медицинский вестник Башкортостана» и «Врачебное сословие».

## Государственная и общественная деятельность
- с 2013: депутат Государственного Собрания — Курултая Республики Башкортостан 5-го созыва по единому республиканскому избирательному округу, Всероссийская политическая партия «Единая Россия». Член Комитета по бюджетной, налоговой, инвестиционной политике и территориальному развитию, Комиссии по контролю за достоверностью сведений о доходах, расходах, об имуществе и обязательствах имущественного характера, представляемых депутатами ГС — Курултая РБ;
- руководитель партийного проекта «Здоровье» Башкортостанского регионального отделения Всероссийской политической партии «Единая Россия».[1]

## Научные работы
Профессор В. Н. Павлов опубликовал около 500 научных и учебно-методических работ, в том числе Федеральное руководство по урологии. Им получено 35 патентов Российской Федерации на изобретения и 4 патента РФ на полезные модели. Среди его наиболее известных трудов:
1. Заболевания щитовидной железы: этиология, патогенез, клиника, диагностика, лечение, профилактика, оксидативный стресс / Давыдович М. Г., Павлов В. Н., Катаев В. А., Гильманов А. Ж., Башарова Г. Р., Гизатуллин Т. Р., Бояринова Н. В., Габбасов А. Р. — Уфа, БГМУ, 2014. — 500 с.;
2. Подготовка врачей и провизоров в условиях реформирования профессионального образования / Материалы межвузовской учебно-методической конференции с международным участием. Уфа, 01-31 марта 2013 г. — Ответственный редактор: Павлов В. Н. — [Б. и.], 2013. — 490 с.;
3. Болезни мочеполовой системы: заболеваемость, факторы риска, организация медицинской помощи / В. Н. Павлов, М. А. Шарафутдинов, Н. Х. Шарафутдинова; Гос. бюджетное образовательное учреждение высш. проф. образования «Башкирский гос. медицинский ун-т» М-во здравоохранения и социального развития Российской Федерации. — Уфа, Здравоохранение Башкортостана, 2012. — 178 с. — ISBN 5-8372-0242-1;

## Признание
- 2007: Заслуженный деятель науки Республики Башкортостан;
- 2007: Отличник здравоохранения Республики Башкортостан;
- 1999: Диплом и ценный подарок Ассоциации хирургов РБ за лучшую научную разработку молодых учёных — работу «Механизмы резорбции и влияние на регенерацию аллогенного коллагена в нормальной и патологически изменённой печени»;[20]
- 2014: Награждён Почётной грамотой Президента РФ и памятной медалью — за значительный вклад в подготовку и проведение XXII зимних Олимпийских игр и XI Параолимпийских игр;
- 2014 Награждён юбилейным знаком Патриарха Московского и всея Руси Кирилла в честь 700-летия преподобного Сергия Радонежского
- Лауреат общественной премии «Герой нашего времени» (г. Уфа).[9]

## Санкции
6 марта 2022 года после вторжения России на Украину подписал письмо в поддержу российской агрессии. С 9 июня 2022 года находится под персональными санкциями Украины за поддержку войны. Также был внесён ФБК в список коррупционеров и разжигателей войны за поддержку нападения на Украину, 16 марта 2022 года форумом свободной России внесён в «Список Путина» и доклад «поджигателей войны» с предложением введения против него международных санкций.

## Семья, досуг
Валентин Николаевич женат. Его супруга, Ольга Владимировна Павлова, — кандидат технических наук, работает в Башкирском государственном университете. Супруги воспитали сына, Михаила Валентиновича Павлова.
В детские годы

«Валентин посещал художественную школу. Он и теперь неплохо рисует, но главную пользу от своего детского увлечения видит в том, что рисование развило в нём чуткость пальцев и пространственное воображение. Теперь лапараскопические операции по удалению почки при раке без разреза, без крови, глядя на плоский экран, он делает, представляя „картинку“ в полном объёме».— Алла Докучаева, газета «Уфимские ведомости».

В. Н. Павлов (в центре) с призёрами горнолыжных соревнований

Доктор Валентин Павлов посвящает своё свободное время занятиям горнолыжным спортом и большим теннисом.